# 明和町立大淀小学校
明和町立大淀小学校（めいわちょうりつ おおよどしょうがっこう）は、三重県多気郡明和町大字大淀にある公立小学校。

## 沿革
- 1875年（明治8年）9月15日 - 創立する。
- 1882年（明治15年）4月 - 大淀村他三か村小学校と改称する。
- 1902年（明治35年）3月 - 大淀尋常高等小学校と改称する。
- 1918年（大正7年）6月 - 雨天体操場を増築する。
- 1941年（昭和16年）4月1日 - 大淀国民学校と改称する。
- 1947年（昭和22年）4月1日 - 大淀町立大淀小学校と改称する。
- 1955年（昭和30年）4月1日 - 三和町立大淀小学校と改称する。
- 1958年（昭和33年）9月3日 - 明和町立大淀小学校と改称する。
- 1964年（昭和39年）6月15日 - 新校舎が落成する。この日を創立記念日とする。
- 1965年（昭和40年）3月27日 - 体育館が落成する。
- 1968年（昭和43年）7月13日 - 水泳プールが竣工する。
- 1992年（平成4年）4月30日 - 講堂が落成する。
- 1993年（平成5年）3月14日 - プール跡にアスレチック施設が完成する。
- 1993年（平成5年）3月20日 - 体育館跡に新水泳プールが竣工する。
- 1998年（平成10年）8月 - 耐震校舎に改修する。
- 2002年（平成14年）11月8日 - 校舎バリアフリー化改修工事（スロープ、エレベーター等）が完了する。

## 周辺
- 近鉄山田線明星駅[2]
- 業平松
- 明和町立なりひら保育所
- 大淀海岸（海水浴場、キャンプ場）

## 交通アクセス
- 国道23号 大淀交差点を北上、約1.5km
- 近鉄山田線明星駅より約4.7km、徒歩約56分
- 明和町運行バス「なりひら」より約211m、徒歩約2分[2]
- 伊勢市運行バス「大堀川橋」より約1.2km、徒歩13分[2]
- 明和町運行バス、伊勢市運行バス「三重ハートセンター」より約1.3km、徒歩15分[2]